# Mikhaïl Rioumine
Mikhaïl Dmitrievich Rioumine (en russe : Михаил Дмитриевич Рюмин), né le 1er septembre 1913 et mort exécuté le 22 juillet 1954 à Moscou, est un haut responsable des services de sécurité soviétiques de la fin de l'ère stalinienne.

## Biographie
Né dans le Gouvernement de Perm il débute comme comptable dans une ferme collective de sa région natale. Il gravit les échelons de l'administration soviétique tout au long des années trente pour être finalement nommé en juin 1941 chef de la planification et des finances du Canal Moscou-Volga. 
En juillet 1941, juste après l'invasion allemande, il rejoint le NKVD et devient un des enquêteurs principaux du SMERSH chargé de traquer les espions. Le 19 octobre 1951, il est nommé comme vice-ministre de la sécurité d'état où il instruit sous les ordres de Staline le dossier de l'affaire mingrélienne lancée avec pour but l'affaiblissement de Béria. 
Démis de ses fonctions le 13 novembre 1952 en pleine intrigue de l'affaire des blouses blanches, il est arrêté le 17 mars 1953 peu de temps après la mort de Staline (5 mars 1953) sur ordre de Béria. Malgré la chute de ce dernier en juin 1953, il n'est pas libéré et est finalement condamné le 7 juillet 1954 par le Collège militaire de la Cour suprême de l'URSS pour ses abus lors de l'exercice de ses fonctions à la peine de mort et la confiscation de ses biens. Il est fusillé le 22 juillet 1954 à Moscou.